# 다프 (악기)

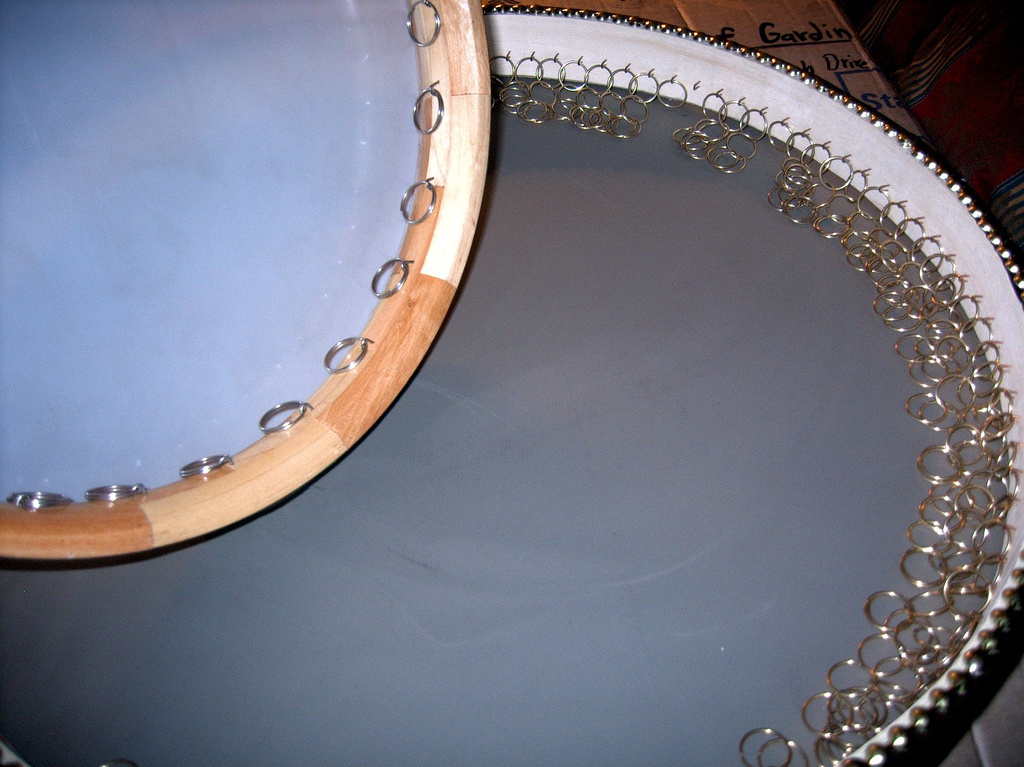
다프

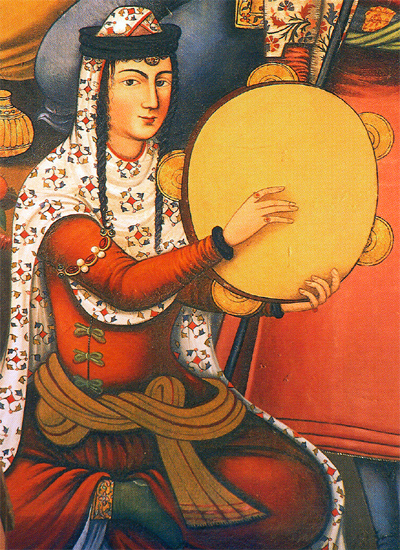
다프를 연주하는 여자를 주제로 한 세밀화 (이란 이스파한)

다프(페르시아어: دف)는 이란, 아랍 세계에서 전통적으로 사용되는 북 계열의 타악기이다. 프레임 드럼의 일종으로서 고전 음악, 대중 음악에 널리 사용된다.

## 역사
다프는 페르시아 제국의 다리우스 1세 시대에 제작된 베히스툰 비문에 묘사되어 있을 정도로 이슬람교의 등장 이전부터 널리 사용되었으며 사산 제국 시대에는 노루즈를 비롯한 각종 축제에서 사용되었다. 수피파가 등장하기 이전에 음악을 영적인 도구로 여겼던 이란에서는 종교 음악을 연주하는 데에 사용되기도 했다.
이슬람교의 예언자인 무함마드의 언행을 기록한 《하디스》에서도 축제, 종교 의식, 시 낭송, 전쟁 등에서 다프가 사용되었다는 기록이 전한다. 프레임 드럼은 원래 고대 중동, 그리스, 로마에서 연주되었는데 유럽에서는 중세 시대에 이슬람 문화가 전파되면서 널리 사용되었다. 그 외에 중동, 중앙아시아, 파키스탄 등에서도 다프와 비슷한 악기가 사용되었다. 하지만 15세기에 접어들면서 다프는 수피파의 의식에만 사용되었고 17세기에는 유럽에서 수입한 다프가 오스만 제국에서 사용되었다. 19세기에는 이란의 고블릿 드럼인 톰바크(Tombak)가 널리 사용되면서 거의 사용되지 않다가 1980년대에 다시 등장했다.

## 구조
다프는 원 모양을 띤 틀과 1개의 북면으로 구성되어 있다. 틀은 대부분 밤나무와 같이 단단한 성질을 가진 목재로 만든다. 북면은 전통적으로 양, 염소 가죽으로 만들지만 현대에는 플라스틱으로 만들기도 한다. 틀 안에는 연주하는 과정에서 소리를 내는 쇠고리, 쇠붙이, 원반, 종 모양을 띤 금속 짤랑이가 달려 있다. 북면의 지름은 20 ~ 60cm에 달하고 틀의 높이는 5 ~ 7cm에 달한다.
다프는 주로 앉아서 연주하는 경우가 많지만 서 있거나 움직이면서 연주하기도 한다. 다프는 한쪽 손으로 악기의 가장자리를 잡은 다음에 반대쪽 손의 손바닥이나 손가락으로 북면을 두드리면서 연주한다. 짤랑이가 달린 다프는 흔들면서 연주하기도 한다.

## 같이 보기
- 보란